# 하도항 (제주시)
하도항은 제주특별자치도 제주시 구좌읍 하도리에 있는 어항이다. 2004년 9월 23일 어촌정주어항으로 지정되었다. 관리청은 제주시, 시설관리자는 제주시장이다.

## 어항 연혁
하도리(下道里)를 별방(別防)이라고 했다. 제주지방기념물 24호로 지정된 별방진(別防鎭)은 중종 5년(1510) 제주목사 장림(張琳)에 의하여 김녕방호소(金寧防護所)를 하도의탄리(하도의리)경에 이전하여 축성한 것에 유래한다.

## 어항 구역
- 구(수)역: 28,965m2[1]

## 어항 시설
1979년 방파제 21m 축조를 시작으로 현재까지 방파제 80m, 선착장 126m, 물양장 166m가 축조되어 있다.